# Несле, Джоан
Джоа́н Не́сле (англ. Joan Nestle; род. 12 мая 1940, Нью-Йорк, штат Нью-Йорк, США) — американская писательница, многократный лауреат Литературной премии Лямбда и премии Американской библиотечной ассоциации. Основательница Лесбийских исторических архивов.

## Биография
Родилась 12 мая 1940 года в Нью-Йорке. Отец, Джонас Несле, умер до её рождения. Мать, Реджайна Несле, работавшая бухгалтером в компании, специализировавшейся на производстве одежды, по словам писательницы, оказала большое влияние на формирование её мировоззрения. Окончила среднюю школу Мартина Ван Бюрена в Куинсе. В 1963 году защитила степень бакалавра в Куинс-колледже Городского университета Нью-Йорка. В середине 1960-х годов активно участвовала в Движении за гражданские права чернокожих в США, ездила в южные штаты для участия в маршах от Сельмы до Монтгомери и кампаниях по регистрации избирателей. В 1968 году защитила степень магистра английского языка в Нью-Йоркском университете. После два года работала над докторской степенью, прежде чем поступила на место преподавателя в Куинс-колледж.
Джоан Нестле — открытая лесбиянка. В конце 1950-х годов она открыла для себя культуру буч и фэм в лесбийских барах Нью-Йорка. В интервью изданию «Зрелый журнал» (англ. Ripe Magazine) писательница сказала, что те годы центром её социальной жизни был гей-бар под названием «Морская колония».
После Стоунволлских бунтов 1969 года движение за права лесбиянок и геев стало главной целью её гражданской активности. В 1971 году Несле вступила в Лесбийское феминистское освобождение. В 1972 году помогла основать Академический союз гомосексуалов. В 1973 году, вместе с другими членами этого союза, начала работу по сбору и хранению документов и артефактов, связанных с историей лесбиянок. Этот проект положил начало Лесбийским историческим архивам — организации, которая была основана в 1974 году на квартире Несле. В 1992 году архивы перевезли в здание в Парк-Слоуп в Бруклине. В настоящее время фонды организации включают более 20 000 книг, 12 000 фотографий и 1600 периодических изданий.
В 1978 году Несле дебютировала, как писательница во время продолжительной болезни, лишившей её возможности преподавать в течение года. Эротическое описание отношений между мужественной и женственной девушками вызвало яростные споры во время сексуальных войн между феминистками 1980-х годов. Члены организации Женщины против порнографии призвали подвергнуть цензуре сочинения Несле. В своих политических работах она, самоидентифицирующаяся женщина, утверждала, что современный феминизм, отвергая идентичности бучей и фем, требует от неё подавить важную часть себя. Несле сказала, что «хотела, чтобы люди, особенно лесбиянки, увидели, что отношения между буч и фем — это не просто негативное гетеросексуальное подражание». Её работы на эту тему оказали большое влияние на отношение к культуре буч и фем. Антология писательницы 1992 года «Постоянное желание: фем-буч читатель» стала классической работой в этой области.
В 1995 году Несле вышла на пенсию, оставив преподавание в Куинс-колледже из-за болезни. В 2001 году у неё снова диагностировали онкологическое заболевание. В настоящее время она проживает в Австралии со своей партнёршей, профессором Дайан Отто и преподает в Мельбурнском университете. О жизни Несле говорится в документальном фильме 2002 года под названием «Рука на пульсе» режиссёра Джойс Уоршоу. В 1994 году она снялась в одном из эпизодов в документальном фильме о лесбийской истории. Является давним патроном Австралийских архивов лесбиянок и геев.

## Избранные сочинения
- «Хрупкий союз: новые и прежние произведения» (англ. A Fragile Union: New and Collected Writings , 1998)
- «Запрещённая страна» (англ. A Restricted Country, 1988)

## Награды
- Премия первопроходца 2015 года от Литературного общества «Золотая корона» за жизненные достижения.
- Литературная премия «Лямбда» 2000 года за лучшую антологию о геях и лесбиянках.
- Литературная премия «Лямбда» 1999 года за лесбийские исследования.
- Литературная премия «Лямбда» 1997 года за лучшую антологию о геях и лесбиянках.
- Премия Билла Уайтхеда 1996 года за жизненные достижения.
- Литературная премия «Лямбда» 1994 года за лучшую антологию о геях и лесбиянках.
- Литературная премия «Лямбда» 1992 года за лучшую антологию о лесбиянках.
- Литературная премия «Лямбда» 1990 года за лучшую антологию о лесбиянках.
- Премия Американской библиотечной ассоциации за книгу о геях и лесбиянках 1988 года.